# Gelasma veninotata
Gelasma veninotata är en fjärilsart som beskrevs av W. Warren 1894. Gelasma veninotata ingår i släktet Gelasma och familjen mätare. Inga underarter finns listade i Catalogue of Life.